# Epimecis granulosaria
Epimecis granulosaria är en fjärilsart som beskrevs av W. Warren 1902. Epimecis granulosaria ingår i släktet Epimecis och familjen mätare. Inga underarter finns listade i Catalogue of Life.